# Angeloni
Angeloni es una localidad argentina ubicada en el departamento San Justo de la provincia de Santa Fe. Se encuentra 3 km al oeste de la Ruta Nacional 11, y 12 km al sur de San Justo.
Cuenta con una sede comunal, dependencia policial y templo católico.

## Fundación
El 3 de noviembre de 1883 fue fundada por Angel Angeloni junto a otros italianos.

## Población
Cuenta con 308 habitantes (Indec, 2010), lo que representa un descenso frente a los 450 habitantes (Indec, 2001) del censo anterior.
| Gráfica de evolución demográfica de Angeloni entre 1991 y 2010 |
|                                                                |
| Fuente: Censos nacionales del INDEC                            |